# Odznaka Honorowa „Bene Merito”
Odznaka Honorowa „Bene Merito” (łac. Dobrze Zasłużonemu) – polskie resortowe odznaczenie cywilne, nadawane przez Ministra Spraw Zagranicznych.

## Charakterystyka
Odznaka została ustanowiona 5 listopada 2009 jako zaszczytne honorowe wyróżnienie nadawane obywatelom polskim oraz obywatelom państw obcych za działalność wzmacniającą pozycję Polski na arenie międzynarodowej.
Odznakę nadaje minister właściwy do spraw zagranicznych z własnej inicjatywy lub na wniosek ministra lub kierownika urzędu centralnego, a także kierownika przedstawicielstwa dyplomatycznego, stałego przedstawicielstwa przy organizacji międzynarodowej, urzędu konsularnego, instytutu polskiego lub innej placówki zagranicznej podległej ministrowi właściwemu do spraw zagranicznych.
Odznaka może być nadana tej samej osobie tylko raz i jest jednostopniowa.

## Opis odznaki
Odznaka ma kształt okrągłego medalu o średnicy 38 mm wykonanego w metalu w kolorze brązu, patynowanego i polerowanego, z obustronnie zaznaczoną, polerowaną krawędzią, z uszkiem i kółkiem do zawieszenia na wstążce. Pośrodku strony licowej, na fakturowanym, patynowanym tle, widnieje polerowany wizerunek orła państwowego w koronie, okolony otokiem z majuskułowym, polerowanym napisem – u góry BENE MERITO, a u dołu MSZ RP; kropki z obu stron rozdzielające napis i krawędź otoku – również polerowane. Na stronie odwrotnej, na fakturowanym, patynowanym tle, polerowane, majuskułowe napisy w pięciu wierszach, różną wysokością liter powtarzające nazwę kraju w różnych językach: [P]OLOGNE, POLONIA, POLSKA, obok fragment napisu cyrylicą PO, POLEN, POLAND.
Odznaka zawieszona jest na wstążce szerokości 38 mm, koloru rubinowej czerwieni, z prążkami szerokości 3 mm w kolorze kości słoniowej po brzegach.
Odznakę nosi się na lewej stronie piersi, po orderach i odznaczeniach państwowych.

## Odznaczeni
Pierwsze nadanie odznaki miało miejsce w czasie pierwszych obchodów Dnia Służby Zagranicznej w listopadzie 2009; odznakę przyznano wtedy 25 osobom.